# Nava „Biruința”
Biruința este o navă petrolier care a fost construită la Șantierul naval Constanța în octombrie 1984.
În perioada 1984 - 1987 a fost comandată de președintele României, Traian Băsescu, care la 34 de ani a devenit cel mai tânăr comandant de navă.
Peste timp, Băsescu a numit nava „sculă magnifică”.
Până la acea dată fuseseră înregistrate dezastrele a două petroliere de construcție românească: explozia navei Independența în 1979 și scufundarea petrolierului Unirea în 1982.
România a avut două categorii de petroliere înainte de 1989: șase construite în țară, dintre care s-au scufundat două, cele mai mari, Independența și Unirea, și patru fabricate în Japonia. Biruința a fost cea mai importantă dintre navele realizate la noi.

## Date tehnice
- deplasament: 163.647 tdw.
- lungime: 302,67 m
- lățime: 46  m
- înălțime: 22,55 m
- pescaj maxim: 17,34 m,
- propulsie: motor tip K9SZ90/ 160 A, licența: MAN, constructor: „Kawasaki Heavy Industries“,  Kobe, Japonia, I.C.M. Reșița
- puterea mașinii: 28.800 CP, (21.182 Kw)
- viteza: 16 Nd.
- generatoare: 3 x 1.000 Kw., 400V, 50 Hz., CA
- echipamente de navigație și radiocomunicație: girocompas, loch electric, radar, radiogoniometru, radiotelefon, sistem pentru determinarea poziției, sondă ultrason, statțe radio
- capacitate de transport: 155.784 mc, în 11 tancuri.

După 1990 a mai purtat numele Iris Star  (1999) și Histria Crown (2001, armator „Histria Shipmanagement“ - România).
Nava a fost scoasă din uz la sfârșitul anului 2007, după ce a efectuat mai mult de 340 de voiaje.
Petrolierul Histria Crown a fost transformat în rafinărie plutitoare, capabil să prelucreze 45.000 barili/ zi și stocarea a un milion de barili de petrol. Reconversia a fost efectuată la Keppel Naval din Singapore în anul 2009, de cea mai mare companie de profil din Malaysia, Bumi Armada. Nava se numește acum Armada Perdana și este deținută de firma Agip care a investit în ea 300 de milioane de dolari.

## Nave de același tip
Independența, Unirea, Libertatea, ''Oltenia''.